# Североамериканский мохноногий сыч
Североамериканский мохноногий сыч (лат. Aegolius acadicus) — вид птиц семейства совиных. Одна из самых маленьких сов Северной Америки; окрашена преимущественно в коричневые цвета с белыми прожилками на голове и белыми пятнами на крыльях и спине, оперение спереди белое с коричневыми полосами. Масса птицы существенно варьирует в зависимости от её состояния и времени года, но самки обычно крупнее самцов. Североамериканский мохноногий сыч питается мелкими млекопитающими массой менее 40 г, иногда — птицами и насекомыми; одна из немногих сов, которые благодаря асимметричному строению слухового аппарата могут охотиться на слух в полной темноте. Населяет смешанные леса, в которых достаточно хвойных деревьев для ночлега и лиственных для гнездования и охотничьих насестов. Перемещается на короткие расстояния, как в ходе миграции и расселения, так и кочуя вслед за добычей. Обычно занимает дупла или полости в деревьях, выдолбленные крупными дятлами; откладывает 4—7 яиц в первой кладке и 3—4 — во второй; самка остаётся с птенцами до 18-дневного возраста, пищу для них добывает самец.
Североамериканский мохноногий сыч был описан немецким учёным Иоганном Гмелином в 1788 году. Международный союз орнитологов относит вид к мохноногим сычам и выделяет два подвида. Международный союз охраны природы относит его к видам, вызывающим наименьшие опасения, однако численность птиц постепенно сокращается.

## Описание
Североамериканский мохноногий сыч — маленькая сова с короткими ногами и большой головой. Оперение сзади коричневое, с белыми прожилками на голове и белыми пятнами на крыльях и спине; спереди — белое с коричневыми полосами. У североамериканского мохноногого сыча имеется круглый лицевой диск белого цвета над глазами и между ними, бледно-коричневого с тёмно-коричневыми и белыми прожилками — по бокам. Ушные пучки отсутствуют; между глазами ― пучок чёрных жёстких перьев; вокруг глаз ― кольцо чёрных перьев. Радужка глаза окрашена в жёлтый или золотистый цвет, последний преобладает у взрослых птиц, но иногда встречается и у молодых, у птенцов радужка тускло-оливковая. Клюв чёрный, в средней части черновато-серый или рыжевато-коричневый.
Округлые крылья несут по 10 первостепенных и 13 второстепенных маховых перьев. Хвост короткий. На ногах густое оперение до когтей. Североамериканский мохноногий сыч летает низко над землёй и быстро машет крыльями. Исследователи сравнивают его полёт с полётом дятлов или американского вальдшнепа (Scolopax minor). Выпущенные ночью на волю птицы летят почти вертикально вверх, постепенно набирая высоту. Нагрузка на крыло составляет 0,287 г/см² (в исследовании указана обратная величина, 3,49 см²/г) — меньше, чем у других небольших сов, что позволяет североамериканскому мохноногому сычу легче маневрировать в лесу, а также переносить более тяжёлую добычу.
Половой диморфизм выражен в первую очередь в размерах птиц. Длина тела самцов в среднем составляет 18—20 см, самок — 20—21,5 см, длина крыла — 137,3 мм и 143,3 мм, масса — 75 г и 100 г, соответственно. В музейных коллекциях масса птиц меньше: 68,7 г у самцов и 85,9 г у самок. Масса существенно варьирует и зависит от состояния птицы и времени года: у истощённых особей в зимнее время она может снижаться до 65 г и 80 г; во время кладки яиц масса самок в 1,5 раза больше, чем обычно. В Айдахо средняя масса самцов во время сезона размножения составляла 76,3 г, самок — 121,1 г. Учёные отмечают, что различия в размерах между самцами и самками больше, чем у остальных североамериканских сов, за исключением, возможно, мохноногого сыча (Aegolius funereus). Вместе с тем, диапазоны размеров самцов и самок пересекаются, не позволяя корректно идентифицировать пол по этому признаку у маленьких самок и больших самцов. В это пересечение попали около 40 % птиц, исследованных в 2002 году Линдой Лепперт (Lynda L. Leppert) с соавторами. С помощью анализа ДНК удалось определить пол таких птиц в 79 % случаев. Аналогичный анализ для птиц, пол которых был определён по размерам, показал 97 % точности морфометрической таблицы, составленной Дэвидом Бринкером (David Brinker) в 1997 году. Ранее учёные пользовались методом, основанном на длине костей крыла, предложенным Рональдом Вьером (Ronald D. Weir) с соавторами в 1980 году. С продвижением на север размеры птиц возрастают, но расцветка оперения не меняется, за исключением более тёмного подвида Aegolius acadicus brooksi.
Другой обитающий в Северной Америке представитель рода Aegolius — мохноногий сыч — крупнее своего собрата. У него белый лицевой диск с чёрной каймой, пятнистая макушка без белых прожилок. Молодые совы имеют тёмно-коричневое оперение с незаметными светлыми прожилками на брюхе. Воробьиный сыч-гном (Glaucidium gnoma), напротив, мельче североамериканского мохноногого сыча. Его голова имеет пропорционально меньшие размеры, у него более длинный хвост, а лицевой диск менее заметен.

### Оперение и линька
Только что вылупившиеся птенцы полностью покрыты белым пухом. Ювенильное оперение птенцов сохраняется с мая по сентябрь и не отличается у самцов и самок. Первые перья появляются через семь дней после рождения и интенсивно растут до 33 дней, затем птенцы покидают гнездо. Даже после вылета из гнезда на их перьях могут оставаться пуховые кончики. У птенцов отсутствуют белые отметины на голове, спине и груди, при этом они остаются на крыльях и хвосте. Голова, грудь и оперение сверху тёмно-коричневого или чёрного цвета, без пятен; живот, подхвостье и лапы тускло-жёлтые. На тёмно-коричневом лицевом диске контрастное белое пятно между и над глазами в форме буквы Y. Над лицевым диском в передней части головы расположены белые прожилки, которых заметно меньше по бокам головы. Крылья и хвост не отличаются от основного оперения.
В промежуток с июня по декабрь, обычно в возрасте 2—4 месяцев, проходит линька, которая продолжается до 4 недель. Во время этой линьки происходит полная замена перьев тела, которая начинается от вертикальной оси по центру груди и распространяется назад и вниз, заканчиваясь перьями на пальцах ног. При этом маховые и рулевые перья не меняются. Новое (основное, или предбрачное) оперение окрашено в тёмно-коричневый цвет сверху и белый снизу, с большим количеством коричневых прожилок. Лицевой диск над глазами, между ними и снизу — белый, а по бокам — светло-охристый, с тёмно-коричневой каймой на перьях, создающей эффект полос, и белыми прожилками по краям. У основания клюва растёт пучок чёрных жёстких перьев. Белые прожилки проходят по передней части головы, у основания перьев затылка, спины и лопаток расположено белое пятно. Рулевые и маховые перья, а также их кроющие, окрашены в тёмно-коричневый цвет сверху и более бледный цвет снизу, с разным количеством белых пятен на них. Крайние кроющие перья крыла белые. Перья под второстепенными кроющими также белые, а под первостепенными — белые с коричневыми кончиками. Под крылом они светлые от белого до тускло-жёлтого, их розоватый оттенок со временем тускнеет. Передний край самого крупного пера крылышка также окрашен белым. На рулевых перьях по обеим сторонам от стержня расположено несколько пятен, которые вместе с белыми кончиками формируют на хвосте 2—3 полосы. Схожие белые пятна на маховых перьях формируют серии из 4—5 белых полос, которые собираются в 3—4 крупных белых пятна. В этом возрасте у птиц 6—10 маховых перьев (изредка — 5). Ноги покрыты густым светлым оперением.
В начале второго года происходит полная смена перьев тела и хвоста, которая продолжается с июля по декабрь и неполная смена маховых перьев, которая продолжается с июля по сентябрь. Смена перьев начинается с лицевого диска, спускается к брюху, потом проходит с макушки на спину и заканчивается на пальцах. На хвосте линька распространяется с внешних перьев к внутренним, но проходит почти одновременно, так как птицы теряют рулевые перья всего за одну неделю. Линька маховых перьев почти всегда неполная, лишь 0,5 % взрослых птиц осуществляет их полную замену. Во время второй линьки обычно меняется 3—9 внутренних второстепенных маховых пера и 1—7 внешних первостепенных, во время третьей — 2—4 внутренних первостепенных и 2—6 внешних второстепенных. Таким образом, во второй год у североамериканского мохноногого сыча остаётся 2—4 центральных первостепенных и 2—6 внешних второстепенных перьев ювенильного оперения.
Оперение взрослых птиц сверху коричневое, на макушке и затылке присутствуют белые прожилки, а на спине, крыльях и хвосте — белые пятна; оперение снизу белое с широкими коричневыми полосами. Подвид A. a. brooksi меньше номинативного, у него длиннее хвост и темнее оперение. Белые перья и белые пятна на маховых перьях и на кроющих крыла у представителей этого подвида имеют тускло-жёлтый оттенок.
Стефан Джон Тафт (Stephen John Taft) в 2000 году отмечал, что эктопаразиты были обнаружены у 64 из 644 птиц, исследованных во время кольцевания, и у 19 из 169 птиц, которых изучали более двух минут. Джон Грегори Вудс (John Gregory Woods) в 1971 году называл среди паразитов двукрылых Icosta americana, Ornithoica vicina, Ornithomyia fringillina, Lychia americana, пухоедов и вшей Kurodaia acadicae, Strigiphilus acadicus, блох Echidnophaga gallinacea, Ceratophyllus niger, Cediopsylla simplex, Orchopeas leucopus.

### Вокализация
Традиционно голос североамериканского мохноногого сыча сравнивали со звуком, который получается, когда точат пилу. Отсюда название птицы на английском языке: «saw-whet owl» (англ. saw — пила, whet — точить). Известно как минимум 11 различных позывок североамериканского мохноногого сыча, причём учёные точно не знают, какая именно из них послужила основанием для такого сравнения.
В качестве позывки-представления североамериканский мохноногий сыч использует монотонную серию свистящих звуков, которую часто передают как «toot» или «too-too-too». В лесу её можно услышать за 300 м от птицы, а над водой — до 1000 м. В начале серии звуки всё ускоряются, затем следуют равномерные длинные сигналы, а в конце отдельные сигналы звучат реже. Звуки имеют частоту около 1100 Гц и исполняются со скоростью два сигнала в секунду. Представители подвида A. a. brooksi исполняют позывку на частоте 1194 Гц со скоростью 2—3 сигнала в секунду. Обычно позывку исполняют самцы, она индивидуальна и позволяет с большой надёжностью различать самцов. Версия самки звучит более мягко и менее стабильно, её можно услышать во время брачных ритуалов. Изменения позывки связаны с температурой окружающей среды, которая, возможно, влияет на физическое состояние птиц. Кроме того, частота звуковых сигналов зависит от наличия на территории сыча зрелого леса. Учёные считают этот сигнал, возможно, территориальным, сычи часто издают его в ответ на воспроизведение записанных позывок. Быстрая версия позывки-представления исполняется со скоростью 4—5 сигнала в секунду и звучит мягче и ниже. Производится самцом при подлёте к гнезду с едой (в этом случае перед тем, как принять еду, самка отвечает «tssst»), во время дуэлей между самцами перед копуляцией, или как вступительная часть к стандартной позывке-представлению. Обычно позывки-представления самцов можно услышать с конца января по май, в конце мая и в июне их издают самцы-одиночки, а в августе и сентябре пение иногда возобновляется.
Сильно взволнованный самец издаёт «жуткие» завывания, которые разные исследователи записывают как «meow», «ah-h-h» или «sa-a-a-ay». Длительность этого сигнала составляет 0,9 секунды, он начинается на частоте 1050 Гц и завершается на частоте 1300 Гц, громкость звука также возрастает. Самец может повторять вой на протяжении 2—3 минут с частотой около одного сигнала в 3 секунды. В восточных частях ареала продолжительность воющего сигнала составляет 1,138 секунд, а интервал между завываниями — 6,607 секунд, с общим числом сигналов в минуту — 21,3.
Изменчивый, быстро повторяющийся короткий звуковой сигнал «ksew» Уильям Брюстер описал как «звук, создаваемый при заточке большой пилы» (англ. «…the sounds produced by filing a large mill saw …»). Его продолжительность ― 0,095 секунды, а частота — 2652 Гц, птицы производят примерно 1,5 сигнала в минуту. У представителей подвида A. a. brooksi этот сигнал продолжается 0,1 секунды, начинаясь на частоте 1300 Гц и опускаясь до 1000 Гц. Предположительно, этот сигнал издаёт потревоженная вторжением сова, которая при этом плотно прижимает к телу оперение груди и верхней части спины, поднимает перья на макушке и непосредственно над каждым глазом, раздвигает перья несколько выше глаз и между глазами, поднимает крыло со стороны нарушителя до уровня клюва. Глаза птицы остаются широко открытыми, что, по мнению ряда учёных, позволяет легко её обнаружить. В Колорадо североамериканский мохноногий сыч использует эту позывку в качестве ответа на воспроизведение сигналов другой совы — мохноногого сыча. При приближении к птице она демонстрирует испуг: переступает с ноги на ногу, качает головой из стороны в сторону и вверх-вниз, испражняется и щёлкает клювом. Этот звук издаёт и пойманная особь.
Исключительно самкам принадлежит звуковой сигнал «tssst» либо «seet». Они производят его в паре перед копуляцией или в ответ на появление самца, который приносит еду в гнездо. Сигнал состоит из двух несвязанных свистов, различающихся по частоте на 100—1000 Гц. Продолжительность сигнала у номинативного подвида составляет 0,203 с, частота — 8511 Гц, сигнал повторяется каждые 4—5 секунд. У подвида A. a. brooksi продолжительность сигнала составляет 0,3 секунды, частота — 9500 Гц, сигнал повторяется каждые 1—2 секунды.
Помимо этих звуковых сигналов, были описаны писк и щебетание. Писк, напоминающий жужжание насекомого, птицы издают, когда к ним кто-то приближается на очень близкое расстояние; может быть, он предупреждает злоумышленника о возможной атаке. Похожую на щебетание позывку из 4—25 звуков общей продолжительностью 0,656 секунд на частоте 5309 Гц птицы обычно произносят один раз, но бывает до четырёх позывок. При освобождении пойманные птицы издают одиночный короткий щелчок «chuck» сразу после выпуска. Ещё две позывки были обнаружены только у подвида A. a. brooksi: одна из них произносится очень возбуждённым самцом между позывкой-представлением и воем, а другая представляет собой альтернативную версию воя.
Вокализацию североамериканского мохноногого сыча можно услышать при температуре до −30 °C. Увеличение продолжительности дня может стимулировать начало пения, а высокая скорость ветра и осадки препятствуют вокализации. Информация о влиянии на вокализацию фазы луны, температуры и облачности противоречива. По-видимому, птицы чаще исполняют позывки в годы с изобилием пищи, когда у них больше шансов вырастить потомство. Обычно звуковые сигналы североамериканского мохноногого сыча можно услышать в промежуток от получаса после заката солнца и до рассвета, пик приходится на промежуток через два часа после заката солнца и незадолго до рассвета. На воспроизведение вокализации могут отвечать и днём. Позывки-представления сычи обычно поют с высоких, но скрытых насестов внутри кроны дерева, иногда из гнезда. Остальные звуковые сигналы часто производят с плотных зарослей кустарника высотой менее 1 м.

### Слух
Североамериканский мохноногий сыч — одна из немногих сов, которые могут охотиться в полной темноте за счёт развитого слуха. Среди полностью ночных хищников также отмечают обыкновенную сипуху (Tyto alba) и болотную сову (Asio flammeus). Асимметричный слуховой аппарат позволяет с большой точностью определять расположение добычи по азимуту и по высоте и компенсирует отсутствие видимости во время охоты. Североамериканский мохноногий сыч поворачивает голову на звук с точностью около 1,75 ° в горизонтальной плоскости (при этом, если источник звука находится спереди, а не сбоку, ошибка не превышает 1 °); по высоте ошибка в среднем составляет 2,2 °. Асимметрия слухового аппарата сов эволюционировала независимо несколькими волнами ― у североамериканского мохноногого сыча различия в форме и размерах ушного отверстия обусловлены несимметричным строением черепа. Указанные три вида обладают гипертрофированно большими размерами слухового ядра по сравнению с совами как с асимметричным, так и с симметричным слуховым аппаратом.
Реакцию на звук учёные проверяют по расположению головы: обычно при таких исследованиях важным также является направление взгляда, но на основе визуального осмотра было сделано предположение, что движение глаз сов крайне незначительно. Подробные исследования в этом направлении у представителей вида не проводились, но, например, виргинский филин (Bubo virginianus) может двигать глазами в диапазоне до 2 °.

## Распространение

### Ареал
Североамериканский мохноногий сыч обитает только в Северной Америке, однако границы его ареала изучены слабо, так как птицы встречаются довольно редко. Общая площадь непосредственного ареала (англ. extent of occurence) составляет 18 600 000 км². Северная граница ареала простирается от южных районов Аляски и Британской Колумбии через юг Канады до залива Святого Лаврентия. В Онтарио и Квебеке птицы встречаются южнее 50˚ с. ш., достигая южного побережья залива Джеймса в Онтарио. При этом птиц не отмечали в Квебеке в районе расположенного рядом озера Абитиби. В Манитобе самой северной зафиксированной птицей стала особь, сбитая на дороге в провинциальном парке Грасс-Ривер (54˚20’ с. ш.) 24 июня 1994 года. Случайных птиц отмечали на острове Святого Лаврентия и острове Святого Павла в Беринговом море близ Аляски и на Ньюфаундленде, включая Сен-Пьер и Микелон.
Гнездовой ареал на западе Северной Америки включает полуостров Аляска, Британскую Колумбию, в том числе архипелаг Хайда-Гуай, эндемиком которого является подвид A. a. brooksi, и остров Ванкувер, штаты Вашингтон, Орегон, Айдахо, Монтана, Вайоминг и Колорадо. Встречается в Скалистых и Каскадных горах, на Береговом хребте, в Сьерра-Невада и Сьерра-Мадре вплоть до штата Оахака в Мексике. Далее на восток на территории Канады птицы встречаются в центральных районах Альберты, Саскачевана и Манитобы, на юге Онтарио и Квебека, в Нью-Брансуике, Новой Шотландии и на Острове Принца Эдуарда. В США гнездовой ареал включает Северную и Южную Дакоту, Миннесоту, Висконсин, Массачусетс, Нью-Йорк, Нью-Джерси, Пенсильванию, Мэриленд, Коннектикут и Мэн. Североамериканский мохноногий сыч редко гнездится в более южных штатах, исключение составляют южные Аппалачи на территории штатов Кентукки, Виргиния, Северная Каролина, Теннесси. Крайне редко гнёзда отмечали в районе Великих Равнин и на юго-востоке США. Возможно, птицы могут гнездиться в северной части полуострова Калифорния вдоль Сьерра-де-Сан-Педро-Мартир, в горах Сангре-де-Кристо, Сан-Хуан, Йемез, в Нью-Мексико, на крайнем западе Техаса, в центральных районах Оклахомы, Миссури, Иллинойса, Индианы и Огайо. Случайные птицы долетали до Флориды, Фараллоновых островов близ Калифорнии, Бермудских Островов.
В зимнее время некоторые птицы остаются в тех же регионах, что и во время сезона размножения, в то время как другие смещаются в южные широты либо к подножию гор. Обычно птицы мигрируют до Айовы, Индианы, Нью-Джерси, реже перемещаются на юг до Оклахомы, Канзаса, Виргинии, Теннесси, Луизианы, Джорджии, Невады, южных районов Калифорнии и Аризоны. Птицы мигрируют также на юго-восток Техаса, север Флориды и в высокогорные районы Мексики от северо-востока Соноры до Мичоакана, Пуэблы, Идальго и Оахаки. Изолированная популяция номинативного подвида обитает на юго-востоке Коауилы, юго-западе Нуэво-Леона и на севере Сан-Луис-Потоси. Ареал также включает регионы на территории Коста-Рики и Гватемалы.

### Среда обитания
Североамериканские мохноногие сычи могут гнездиться в лесах различных типов, на корягах на хвойных болотах, в саваннах, прибрежных зонах, а также в богатой кустарниками степи. Основным требованием является наличие подходящих мест для гнездования и ночёвки. Могут устраивать гнёзда в ящиках, размещённых в кустарниках на берегу или в посадках тополя (Populus). Известно о гнёздах вдоль полосы отчуждения ЛЭП, проходящей через лес из сосны Банкса (Pinus banksiana) в Массачусетсе. Утверждения о том, что вид приурочен к густому лесу, видимо, были сделаны на основе анализа расположения насестов, а не гнёзд или кормовой базы. Обычно птицы предпочитают смешанные леса, в которых достаточно хвойных деревьев для сна и лиственных для охотничьих насестов и кормления. Наблюдается положительная корреляция между количеством мелких млекопитающих и числом гнёзд североамериканских мохноногих сычей. Некоторые учёные полагают, что птицы ведут кочевой образ жизни, оседая в богатых пищей регионах.
В Мэриленде североамериканского мохноногого сыча можно услышать на хвойных болотах с изобилием ели красной (Picea rubens), тсуги канадской (Tsuga canadensis), рододендрона крупнейшего (Rhododendron maximum), либо плантаций ели красной и сосны смолистой (Pinus resinosa). В южных районах Аппалачей птиц отмечали в смешанных лесах на высоте свыше 1067 м, в которых в основном произрастают ель красная, пихта Фразера (Abies fraseri) и берёза аллеганская (Betula alleghaniensis). В Теннесси молодых птиц видели в преимущественно лиственном лесу на высоте 375 м над уровнем моря, возможно, они появились на свет в южных Аппалачах. В Виргинии гнездо было обнаружено на высоте около 1158 м в лесу, богатом буком крупнолистным (Fagus grandifolia), елью красной, черёмухой поздней (Prunus serotina), робинией ложноакациевой (Robinia pseudocacia), клёном красным (Acer rubrum) и дубом красным (Quercus rubra), диаметр дерева, на котором находилось гнездо, превышал 10 см.
В западной части ареала североамериканские мохноногие сычи предпочитают горные хвойные леса на низких и средних высотах и редко встречаются в субальпийских горах. В Айдахо птиц отмечают в нелиственных прибрежных лесах с густым подлеском, где они устраивали гнёзда в ящиках на деревьях рода ива (Salix) или на лохе узколистном (Elaeagnus angustifolia). В Айдахо ареал делят более пяти видов сов, включая североамериканского мохноногого сыча. Megascops kennicottii предпочитает лиственные леса, в то время как среда обитания виргинского филина и мохноногого сыча мало отличается от среды североамериканского мохноногого сыча. Обычно в таких случаях птицы выбирают разные участки леса, однако встречаются и случаи нападения: учёные наблюдали, как мохноногий сыч издавал позывки из расщелины, в которой находились птенцы североамериканского мохноногого сыча, а затем атаковал самца, принёсшего корм. Конкуренция с западноамериканской совкой (Psiloscops flammeolus) не создаёт трудностей, так как они охотятся в разное время. В Вайоминге встречаются в преимущественно хвойных лесах, доминирующим растением подлеска в которых является тополь осинообразный (Populus tremuloides), избегают открытых пространств. На западе штата позывки североамериканского мохноногого сыча слышны на высоте 1777—2692 м. Ричард Каннингс (Richard Cannings) отмечал, что в лиственных лесах Британской Колумбии плотность птиц в 2,5 раза выше, чем в хвойных. На северо-западе провинции все гнёзда птиц были отмечены на лиственных деревьях. На островах архипелага Хайда-Гуай позывки птиц чаще всего слышны в прибрежных лесах, богатых старыми деревьями возрастом свыше 120 лет и совсем молодыми, но не в обычном лесу возрастом 10—30 лет. На островах архипелага не было отмечено связи между позывками птиц и высотой над уровнем моря, расстоянием до солёной воды, доминирующими деревьями. На острове Санта-Круз в Калифорнии птиц отмечали в лесах сосны мягкоигольной (Pinus muricata), дуба траволистного (Quercus agrifolia) и завезённого эвкалипта шаровидного (Eucalyptus globulus), сычи отсутствовали на пастбищах и в прибрежных районах.
В Манитобе среда обитания ― прежде всего смешанные леса с большим количеством растений родов ель (Picea) и тополь (Populus). В районе болота Дельта у озера Манитоба птиц отмечали преимущественно в лиственном лесу с небольшими участками хвойных деревьев. На севере Колорадо совы встречаются в елово-пихтовых лесах на высоте 1930—3100 метров над уровнем моря, богатых дубом Гамбела (Quercus gambelii), сосной жёлтой (Pinus ponderosa) и подлеском из тополя, их не отмечали в сплошных насаждениях сосны скрученной (Pinus contorta). У подножия гор североамериканские мохноногие сычи заселяют леса из сосны жёлтой, Arceuthobium douglasii, сосны скрученной, ели. В Мексике птицы предпочитают гнездиться в полувлажных сосновых, еловых, сосново-дубовых лесах и на белых песках в регионе Мадреан.
Днём птицы устраиваются в густой растительности, реже в дуплах деревьев. В местах для насестов густота леса обычно выше (в Айдахо она составляла 78,2 ствола на 0,1 га), а высота подлеска меньше. За пределами сезона размножения самец может долго использовать один насест (в течение недель или месяцев), перемещаясь по нему вслед за солнцем. В сезон размножения самец ежедневно меняет насесты, расстояние между которыми может достигать 1,8 км, но не меняет положения на насесте в течение дня. На основе ряда исследований в конце XX века учёные определили, что совы предпочитают устраиваться в среднем на высоте 3,5 м и на расстоянии 71,2 см от ствола на деревьях высотой 13,6 м. Для лучшего укрытия они выбирают внешние части веток. В Нью-Джерси совы устраивали насесты на можжевельнике виргинском (Juniperus virginiana) высотой менее 4,6 м и диаметром на высоте груди менее 15,2 см, хотя по соседству присутствовали и более крупные деревья. Североамериканский мохноногий сыч предпочитает спать на хвойных деревьях, но встречается также в густых кустарниках и лесах без хвойных деревьев. В Айдахо из 15 насестов, используемых тремя совами, только один находился на лиственном дереве. На острове Ассатиг в Атлантическом океане 19 из 31 насеста, используемого 5 совами, находились на хвойных деревьях. Зимующие в Коннектикуте североамериканские мохноногие сычи занимали исключительно хвойные деревья, хотя те составляли лишь 8 % от всех деревьев в радиусе 100 м. Учёные полагают, что хвойные лапы обеспечивают укрытие и защиту от хищников, а также обладают терморегулирующими свойствами. Среди подходящих для насеста деревьев в западной части ареала учёные выделяют псевдотсугу Мензиса (Pseudotsuga menziesii), пихту великую (Abies grandis), лиственницу западную (Larix occidentalis), тую складчатую (Thuja plicata), а в восточной — можжевельник виргинский, ель сизую (Picea glauca), ель обыкновенную (Picea abies), лиственницу американскую (Larix laricina), сосну веймутову (Pinus strobus), сосну смолистую.
Зимние квартиры североамериканского мохноногого сыча изучены слабо. По-видимому, птицы предпочитают регионы с густой растительностью для ночёвок и наличием насестов для кормления. В Коннектикуте птицы преимущественно встречаются в возрастных смешанных лесах, примыкающих к открытой воде, на острове Ассатог совы часто встречаются в сосновых лесах, реже — на открытых участках, в центральных районах Нью-Джерси они предпочитают заболоченные вторичные леса, в Айове — молодые и старые леса.

### Миграция
Многие североамериканские мохноногие сычи осенью перелетают на юг, либо спускаются с высоких гор, но некоторые остаются на зиму в местах гнездования. Мнения учёных относительно перемещений птиц расходятся: некоторые полагают, что вид совершает миграции на короткие расстояния, в том числе вследствие расселения после размножения, другие считают перемещения птиц кочёвками, обусловленными тем, что количество доступной пищи снижается. Схожую модель поведения демонстрирует белая сова (Bubo scandiacus). Миграция североамериканского мохноногого сыча была обнаружена в 1906 году, когда после шторма на озере Гурон на берег вынесло большое количество тушек птиц. По многолетним наблюдениям Шона Бекетта (Sean R. Beckett) и Гленн Праудфут (Glenn A. Proudfoot), календарно начало осенней миграции наиболее раннее на севере и становится всё позже при продвжении к югу. Учёные предположили, что птицы перемещаются фронтом на юг, в случае беспорядочных кочёвок подобные тренды отсутствовали бы. Вместе с тем, они отметили незначительное количество птиц, которые перемещались на север. Сторонники теории кочёвок обращают внимание, что численность североамериканского мохноногого сыча в регионе быстро изменяется в зависимости от размеров популяции добычи, что обычно является признаком кочевых перемещений за пищей, в то время как у мигрирующих птиц численность хищника изменяется с задержкой. Бринкер предположил, что для североамериканского мохноногого сыча может выполняться модель, предложенная в 1987 году Эркки Корпимаки (Erkki Korpimäki) в отношении мохноногого сыча, обитающего в Скандинавии, при которой самцы чаще остаются на зимних квартирах и сохраняют территорию, в то время как самки мигрируют на юг. Миграция также может быть связана с потерей укрытий из-за осеннего листопада, когда маленькие североамериканские мохноногие сычи не могут спрятаться в листве и становятся добычей для более крупных сородичей — пёстрой неясыти (Strix varia) и виргинского филина.
Обычно миграция на юг происходит в сентябре—ноябре, с пиком активности в октябре. На исследовательских станциях в Айдахо в 1998—2001 годы пики количества пойманных птиц приходились на 27 сентября 1998 года, 4 октября 1999 года, 10 октября 2000 года и 11 октября 2001 года (большинство — между 5 и 25 октября). На мысе Кейп-Мей в Нью-Джерси в 1980—1988 годы около 90 % из 631 отловленных осенью птиц были пойманы в промежуток с 16 октября по 19 ноября. В западных регионах миграция изучена слабо, на юге Британской Колумбии она приходится преимущественно на середину октября — середину ноября, согласно исследованиям 2002—2003 годов, миграция в центре Альберты проходила с 18 августа по 11 ноября, с пиком 3 октября, 95 % птиц было отловлено между 9 сентября и 4 ноября. Длительный период миграции может быть связан с тем, что охотящиеся на мелких млекопитающих североамериканские мохноногие сычи менее подвержены влиянию заморозков на свою добычу по сравнению с птицами, которые охотятся на насекомых. Весенняя миграция в районе Великих озёр завершается в конце мая — начале июня.
Миграция североамериканского мохноногого сыча является важным механизмом регуляции расселения вида, с которым может быть связана глубина проникновения птиц на юг в зависимости от года. Как отмечают исследователи, примерно раз в четыре года численность мигрирующих птиц резко увеличивается, что, возможно, зависит от успешности размножения. Осенью 1995 года на 5 полевых станциях на атлантическом побережье было поймано 2596 особей, в то время как в 1991—1994 годы ежегодно отлавливали не больше 200 особей. Скачок миграции также отмечали в 2007 году. На полуострове Делмарва в Виргинии в 1995 и 1999 годы наблюдалось резкое увеличение пойманных сычей, при этом 82 % птиц были неполовозрелыми, хотя в обычные годы молодые птицы составляли 33 % от всех пойманных птиц. В местах преимущественной миграции молодых птиц повторные отловы в такие годы составляют 13 % против обычных 35 %. Вместе с тем, согласно исследованиям, проводившимся в 1999—2004 годы в Айдахо, в 1999 году, во время скачка миграции, количество молодых птиц составляло 56 % от общего числа отловленных особей, в то время как в другие годы — 63 %, 72 %, 82 %, 82 % и 65 %, соответственно. В годы скачкообразного прироста численности, птицы во время миграции реже останавливаются на отдых и быстрее покидают места стоянок, отправляясь дальше (в среднем оставаясь на 5 ночей, а не на 10, как в другие годы). Показатели массы и состояния тела птиц в такие сезоны ниже обычных как у молодых, так и у взрослых особей. Согласно исследованиям Сары Сток (Sarah L. Stock) с соавторами, эти показатели сильно различаются независимо от года, а ожидаемое увеличение массы тела перед продолжительной миграцией отсутствует.
Известно несколько маршрутов миграции североамериканских мохноногих сычей. На востоке ареала птицы путешествуют из центральных районов Онтарио по долине реки Огайо к Кентукки, из Новой Шотландии вдоль атлантического побережья до Северной Каролины, а также вокруг Великих озёр. Сычам приходится огибать озёра (41 % птиц был отловлен на двух станциях к западу от озера Мичиган) или двигаться вдоль гор. Западные маршруты миграций изучены слабо, птицы могут пересекать большие водные объекты. Представители номинативного подвида могут достигать берегов архипелага Хайда-Гуай, на котором обитает эндемичный подвид A. a. brooksi, который, в отличие от номинативного подвида, не осуществляет миграций. Сычи не всегда следуют установленным маршрутам: 72 % повторно отловленных во время миграции сычей попали в сети менее чем в 100 км от места первой поимки, произошедшей в другие годы. Вместе с тем, известно несколько случаев пересечения Аппалачей: первый из них был зафиксирован в 1995 году, когда птица, окольцованная 29 сентября в Висконсине, была повторно отловлена 8 ноября в Северной Каролине. В районе Аппалачей, в силу их юго-западного направления, перемещения птиц более хаотичные, чем в остальных местах. Птицы, обитающие в южных Аппалачах, в зимнее время спускаются вниз — с сентября по апрель их отмечают у подножия гор. На западе птицы летят вдоль Скалистых гор. Данные по маршрутам птиц могут содержать систематическую ошибку, связанную с размещением собственно станций кольцевания, однако она слабо влияет на результат.
Согласно данным кольцевания, молодые особи в целом мигрируют раньше, чем взрослые, однако сроки полностью перекрываются, хотя и варьируют от года к году. На побережье Виргинии пик миграции молодых птиц приходится на начало ноября, а взрослых — на конец ноября. Аналогичным образом выглядело распределение птиц во время миграции на мысе Кейп-Мей в Нью-Джерси. Вместе с тем, на юге Онтарио не было выявлено каких-либо существенных различий по возрасту или полу во время миграции. До того как на исследовательских станциях для привлечения птиц стали применять аудиозаписи вокализации, количество отмеченных самок по неизвестной причине было больше, чем самцов. После задействования аудиозаписей существенно возросла эффективность отлова, на атлантическом побережье птиц стали ловить в 4—10 раз больше. Влияние фаз луны остаётся неясным. Некоторые учёные отмечали, что при новой луне в сети попадает в целом больше птиц, чем при полной, другие не обнаруживали корреляции между количеством пойманных птиц и фазой луны. Вместе с тем, при яркой луне совы скорее всего лучше видят сети и могут избежать их. Миграция прекращается при сильных порывах ветра.
Птицы мигрируют ночью, и обычно попадают в сети за 4 часа до рассвета независимо от того, привлекали их аудиозаписью или нет. Чаще всего летят в ясные ночи с преобладанием западного или северо-западного ветров вслед за холодным фронтом. Исследования на юге Онтарио не обнаружили корреляции между числом пойманных птиц и температурой, количеством осадков или направлением ветра. Скорость миграции также существенно варьирует. Бекетт и Праудфут отметили, что средняя скорость птиц составляет 10,5 км/сутки, при этом в отдельных зарегистрированных случаях скорость была заметно выше. Молодой сыч, окольцованный 17 ноября 1995 года в 5:15, был повторно пойман в тот же день в 21:00 в 88 км от места кольцевания. Известно о трёх птицах, которые в течение трёх ночей преодолевали в среднем по 29 км за ночь; об одной птице, которая преодолела за ночь 32 км; ещё об одной, которая преодолевала в среднем 20 км за ночь; о 4 птицах пролетавших 56 км за ночь. По оценкам учёных, средняя скорость движения миграционного фронта составляет 30 км/сутки.

### Численность и охранный статус
Международный союз охраны природы относит североамериканского мохноногого сыча к видам, вызывающим наименьшие опасения (LC), вид внесён во второе приложение CITES (Конвенции о международной торговле видами дикой фауны и флоры, находящимися под угрозой исчезновения). На основе Breeding Bird Survey и Christmas Bird Count в 2007 году учёные сделали вывод, что за предшествующие 40 лет численность вида незначительно снижалась в пределах статистической погрешности.
Исчезновение и фрагментация старых лесов ухудшают эффективность охоты североамериканского мохноногого сыча из-за меньшего числа добычи и потери подходящих насестов и полостей для гнёзд. В молодых лесах нет достаточно толстых деревьев, а подлесок обычно не подходит для охоты. Наличие старых деревьев менее критично на зимних квартирах. На североамериканских мохноногих сычей могут нападать более крупные хищные птицы, в частности, североамериканская совка (Megascops asio), пятнистая неясыть (Strix occidentalis), виргинский филин, ширококрылый канюк (Buteo platypterus), Куперов ястреб (Accipiter cooperii), сапсан (Falco peregrinus). Молодые североамериканские мохноногие сычи часто гибнут на дорогах. В штате Нью-Джерси на 145-километровом участке дороги за 10 лет было сбито 250 хищных птиц, 114 из них — североамериканские мохноногие сычи, 79 % которых были в возрасте до одного года. В долине реки Фрейзер в Британской Колумбии 278 из 952 подобранных сбитых сов были североамериканскими мохноногими сычами.
Учитывая скрытный образ жизни североамериканского мохноногого сыча, наиболее успешным является мониторинг численности во время миграции. Кроме того, учёные используют данные Christmas Bird Counts — рождественских мероприятий по подсчёту птиц орнитологами-любителями, проводимых на востоке США и Канады Национальным Одюбоновским обществом. В восточной части Северной Америки за промежуток с 1992 по 2017 год на 7 исследовательских станциях поймали 27 102 птиц (одна из станций начала работу в 2001 году). На основе распределения этих данных по годам Дженифер Уолл (Jenifer Wall) с соавторами в 2020 году опубликовали вывод о стабильной численности североамериканского мохноногого сыча, хотя отметили, что, по данным 1992—2017 годов, наблюдается положительный тренд, а по данным 2001—2017 годов — отрицательный. Положительный тренд может быть связан с повышением эффективности отлова птиц. Данные рождественских наблюдений в этих же регионах также показывают незначительное снижение численности вида. Уолл и её коллеги не использовали данные Breeding Bird Survey, так как, по их мнению, они составляют очень незначительную выборку для североамериканского мохноногого сыча. Из-за того, что потревоженные на ранних этапах инкубации самки могут оставить гнездо, учёные критически подходят к анализу численности во время гнездования. Основанный Бринкером проект Owlnet объединяет в единую сеть более 125 станций по кольцеванию птиц, в первую очередь североамериканского мохноногого сыча, которые координируют свои исследования и вырабатывают совместную методологию. В 1999—2008 годы на этих станциях отловили 81 584 птиц, около 58 % особей ― на 20 станциях. Повторно было поймано 2184 сычей, некоторые из которых находились на расстоянии более 1000 км от места кольцевания.
Каннингс в 1993 году предположил, что общая численность североамериканского мохноногого сыча составляет 100—300 тысяч особей, в подходящих для проживания местах встречается одна птица на квадратный километр. До применения аудиосигналов и специальных методов отлова сов, количество пойманных североамериканских мохноногих сычей на орнитологических станциях измерялось единицами. В промежуток с 1965 по 1986 год только три года количество отловленных особей на атлантическом побережье превышало десять: в 1965, 1968, 1973 годы. Согласно более современным исследованиям, число взрослых птиц оценивается в 2 миллиона особей. По данным 2006 года численность эндемичного подвида A. a. brooksi, обитающего исключительно на островах архипелага Хайда-Гуай, составляет около 1900 особей. В реликтовых лесах южных Аппалачей обитает менее 500 пар. Плотность птиц в сосновых лесах на острове Санта-Круз в Калифорнии составляет 3,7 особей на км², в дубовых лесах — 11,4 на км², а в эвкалиптовых зарослях — 53,3 на км². Наибольшая плотность птиц в штате Висконсин составила 15,2 особи на км².

## Питание
Североамериканский мохноногий сыч в основном питается мелкими млекопитающими, но может поедать других птиц и беспозвоночных. Данные о рационе птиц были получены преимущественно на основе анализа погадок. Рацион может отличаться в зависимости от времени года, среды обитания, а также в целом от года к году. Остаётся неясным, охотятся ли североамериканские мохноногие сычи на наиболее доступную в регионе добычу, или выбирают регион с большим количеством подходящих жертв. Как показывают многочисленные исследования, распределение пищевых ресурсов оказывает существенное влияние на размеры территории и успех размножения сов. Численность мелких млекопитающих, которые составляют основу рациона североамериканского мохноногого сыча, колеблется с интервалом 3—5 лет, что приводит к периодическим скачкам в количестве молодых особей во время осенней миграции.
Обычно птицы охотятся ночью на опушках или лесных полянах, могут добывать пищу в кустарниковой степи. Основное время охоты ― от получаса после захода солнца до получаса до восхода солнца, но зимой изредка могут охотиться днём. 83 % североамериканских мохноногих сычей, мохноногих сычей и западных совок в районе реки Салмон охотились в промежутке между 21:00 и 06:00 с пиками активности в районе 22:00 и 04:00 и спадом в районе 02:00. Масса добычи не превышает 40 г. Больше половины весеннего рациона составляют полёвки массой 30—40 г, которых легко ловить в низкой траве. В Коннектикуте 89 % всех пойманных млекопитающих имели массу в интервале 20—25 г. Птицы охотятся с невысоких насестов на высоте 1,5—3 м над землёй. Они захватывают жертву ногами и заглатывают её по частям, начиная с головы. Если масса добычи превышает 20 г, то её хватает на два приёма пищи с интервалом не менее 4—5 часов. Недоеденную жертву могут оставлять на ветвях. Найденный мёртвым самец пытался проглотить одного из белоногих хомячков (Peromyscus) целиком. Во время сезона размножения самцы приносят добычу в гнездо быстрее, чем самка с птенцами успевает её съесть. В гнездовых ящиках оставалось до 24 единиц добычи, окружающих самку. Свежепойманную добычу самки могут «насиживать», спасая от замерзания, а замороженную — размораживать подобным образом.
Рацион североамериканского мохноногого сыча сильно зависит от доступной в регионе пищи. В некоторых частях ареала основу рациона составляют олений хомячок (Peromyscus maniculatus), белоногий хомячок (Peromyscus leucopus), бурозубки (Sorex), американские короткохвостые бурозубки (Blarina), короткоухие бурозубки (Cryptotis), домовая мышь (Mus musculus), Reithrodontomys megalotis, горная полёвка (Microtus montanus), полёвка Гаппера (Myodes gapperi), луговая полёвка (Microtus pennsylvanicus). Полёвки занимают важное место в рационе в зимнее время и ранней весной. Из других млекопитающих, североамериканские мохноногие сычи могут охотиться также на американского землеройкового крота (Neurotrichus gibbsii), мешотчатых прыгунов (Perognathus), полевых хомячков (Reithrodontomys), леммингов (Synaptomys), вересковых полёвок (Phenacomys), красную древесную полёвку (Arborimus longicaudus), полутушканчиков (Zapus), серого волосатохвоста (Lasiurus cinereus), бледного гладконоса (Antrozous pallidus), Lasionycteris noctivagans, малую бурую ночницу (Myotis lucifugus). Время от времени ловят молодых западных гоферов (Thomomys), бурундуков (Tamiina), красных белок (Tamiasciurus), американских летяг (Glaucomys).
Североамериканский мохноногий сыч может питаться и птицами, преимущественно во время миграции. Поскольку сычи охотятся ночью, птицы составляют незначительную часть их рациона. Среди добычи отмечали острохохлую синицу (Baeolophus bicolor), золотоголового королька (Regulus satrapa), серого юнко (Junco hyemalis), американского свиристеля (Bombycilla cedrorum), болотную зонотрихию (Melospiza georgiana), кустарникового эмпидонакса (Empidonax oberholseri), бурого короткоклювого дрозда (Catharus fuscescens), калифорнийского воробьиного сыча-гнома (Glaucidium californicum), крапивника (Troglodytes troglodytes), рубиновоголового королька (Regulus calendula), странствующего дрозда (Turdus migratorius), миртового лесного певуна (Dendroica coronata), малого эмпидонакса (Empidonax minimus), красного кардинала (Cardinalis cardinalis), Pooecetes gramineus, соснового чижа (Carduelis pinus). На островах Хайда-Гуай североамериканский мохноногий сыч охотится на молодого обыкновенного старика (Synthliboramphus antiquus), рыжеспинную гаичку (Poecile rufescens), золотоголового королька, дрозда-отшельника (Catharus guttatus). Добытых птиц совы ощипывают перед употреблением.
Кроме млекопитающих и птиц рацион может включать насекомых, в частности жуков и прямокрылых. На побережье Хайда-Гуай сычи питаются беспозвоночными, живущими в зоне прилива, включая бокоплавов  и равноногих ракообразных, а также пауками. В желудках и погадках птиц были обнаружены бабочки, равнокрылые, прямокрылые. По-видимому, объём беспозвоночных в рационе недооценён: в зимнее время они составляют до половины рациона североамериканского мохноногого сыча на архипелаге.
Для поддержания массы пойманной самки на уровне 96 г требовалось 17,5 г свежей мышечной массы в день. Самец массой 80 г и самка массой 108 г, съедая на протяжении 12 дней 23,9 г и 31,8 г в день, набрали 3,7 % и 15,3 % массы, соответственно. Скорость появления погадок варьирует, под гнёздами находили 1 погадку в день, 1,8 в день или 2 в день. По наблюдениям исследователей, погадки, содержащие переднюю часть тела, появляются через 4—5 часов после её поглощения, обычно далеко от гнезда, а под гнездом находят погадки, содержащие остатки задней части тела, в которых в основном много костей, но нет черепа. Согласно разным исследованиям, длина 80,3 % погадок варьирует в диапазоне 22,0—38,5 мм, а ширина в 86,9 % случаев — 12,0—17,5 мм, размеры погадок в среднем составляют 16,1 × 29,7 мм. Масса погадок в среднем составляет 1,1 г, из которых 32 % занимают кости.
Потребление кислорода у содержащейся в неволе самки массой 96 г колебалось от 1,52 до 2,0 см³ на г/ч, а у самок массой 74,5—113,5 г составляло 0,81—1,53 см³ на г/ч. По этому показателю исследователям удалось определить, что пики метаболического цикла североамериканского мохноногого сыча приходятся на поздний вечер (22:00 — 24:00) и время незадолго до рассвета (04:00 — 07:00). Температура тела птиц обычно колеблется в диапазоне 38—39 °С и при температуре окружающей среды выше 33 °С повышается; активность птиц прекращается, перья на их теле сжимаются, крылья отодвигаются от тела, а глаза закрываются, у них начинается одышка и трепетание пищевода. Две птицы, нагретые до 42,9 °C и 44,3 °C менее чем за 10 минут, погибли в течение 24 часов.

## Размножение

### Брачное поведение
С конца января и до мая самцы североамериканского мохноногого сыча время от времени произносят позывки-представления, часто из подходящих для гнезда расщелин, с целью привлечь внимание самок. Предположительно в этот период самки появляются на территории самцов, хотя некоторые самцы или пары, вероятно, сохраняют территорию на протяжении всего года. Во время ухаживания самец делает около 20 кругов вокруг самки, а затем приземляется за ней. Он подносит самке добычу, и пара чистит оперение друг друга. В течение сезона птицы обычно моногамны, но по-видимому, при изобилии добычи самки могут оставлять самцов докармливать птенцов первой кладки и создавать новую пару, чтобы сделать вторую кладку. Случаи сохранения пары на следующий год неизвестны. Копуляция обычно происходит на ветке в средней части дерева и состоит из серии подходов продолжительностью около секунды.
Известные размеры территории пары во время сезона размножения варьируют от 73,4 га до 250,5 га. Посредством радиотрекинга территории шести самцов в Северной Каролине были оценены в 60,5—382,8 га. В зимнее время территория самок оценивалась в 38,5—248,6 га, при этом сильно зависела от плотности распределения птиц.

### Гнёзда
На основе наблюдений за находящимися в неволе птицами учёные заключили, что место для гнезда выбирают самки, в то время как самцы издают позывки-представления из подходящих мест. Обычно совы занимают дупла или полости в деревьях, ранее выдолбленные золотым шилоклювым дятлом (Colaptes auratus) или хохлатой желной (Dryocopus pileatus), могут устраиваться в гнездовых ящиках, включая те, в которых ранее обитали каролинская утка (Aix sponsa) или мохноногий сыч. Среди трёх известных гнёзд A. a. brooksi два были в дуплах, сделанных золотым ширококлювым дятлом, а одно — в предварительно расширенном белками дупле волосатого дятла (Picoides villosus). Североамериканские мохноногие сычи конкурируют за место для гнезда с другими малыми совами — известно об атаках гнезда воробьиным сычом-гномом, когда самка последнего дважды нападала на птенцов североамериканского мохноногого сыча, который устроил гнездо на том же дереве, и смогла даже вытолкнуть птенца из гнезда. Учёным не удалось обнаружить корреляцию между расстоянием между гнёздами и размерами кладки или числом птенцов, достигающих подходящего для кольцевания возраста.
Подходящее дупло имеет вход размером 60—72 мм на 90 мм. В Онтарио внутренний диаметр полости составлял 7,5—9 см, а глубина — 22—45,5 см, сама полость располагалась на высоте 2,5—13,5 м. В Британской Колумбии дупла для A. a. brooksi имели диаметр 75 мм, 76 мм и 80 мм на высоте 12 м, 9 м и 25 м, соответственно. Североамериканский мохноногий сыч не проводит никакой работы по подготовке гнезда, самка откладывает яйца на то, что было в дупле до этого: древесные опилки, веточки, мох, траву, шерсть и кости мелких млекопитающих, или предыдущее гнездо белки или скворца.
При использовании ящика для гнезда, диаметр его входного отверстия обычно составляет 7,5—7,62 см, а размеры основания варьируют и могут составлять 17,5 см на 17,5 см, 15,24 см на 15,24 см, 20,32 см на 25,4 см, 19,05 см на 26,67 см. В западной Виргинии такой ящик был установлен на высоте 3,4 м на берёзе аллеганской (Betula alleghaniensis) диаметром 43 см на уровне груди. Очищенные гнездовые ящики могут использоваться несколько лет подряд разными птицами, большое количество высушенных остатков добычи в полости гнезда может сделать место непригодным для гнезда на год или два.
Из-за сложностей в исследовании гнёзд североамериканского мохноногого сыча, трудно определить, возвращаются ли взрослые птицы к местам гнездования. В Британской Колумбии в 1984—1991 годы было окольцовано 83 птенца, а в Айдахо в 1986—1999 годы — 139 птенцов, но ни одного из них не удалось обнаружить повторно в районе, в котором они появились на свет. Птенцы, появившиеся на свет в Альберте, позднее были отмечены в Айдахо, Манитобе, Висконсине, Северной Дакоте и Британской Колумбии. Схожая статистика и у взрослых птиц: в Британской Колумбии 5 из 36 птиц возвращались к местам предыдущего гнездования, а в Айдахо из 52 взрослых птиц вернулась лишь одна самка, которая устроила себе гнездо в другом ящике в 360 метрах от того, в котором было её гнездо в предыдущий год. Тот факт, что птицы редко возвращаются к своему гнезду, подтверждает теорию кочевого перемещения североамериканского мохноногого сыча.

### Кладка
Начало кладки варьирует по всему ареалу от конца февраля по июль. На летние месяцы, по-видимому, приходится вторая кладка или новая кладка взамен неудачной. В Британской Колумбии птицы откладывают яйца преимущественно с конца февраля по начало апреля, в Висконсине и Нью-Йорке — в начале марта, в Западной Виргинии и Мэриленде — во второй половине апреля, в Айдахо — с начала марта по начало апреля, в Калифорнии — с начала марта по начало июня. По-видимому, несколько позже происходит гнездование на архипелаге Хайда-Гуай — птенцов A. a. brooksi находили вплоть до октября, в то время как номинативного подвида — до конца сентября. В неволе самки начинают делать вторую кладку за 3—5 дней до вылета из гнезда птенцов первой кладки, после этого птенцов кормит самец. В дикой природе вторая кладка, вероятно, является результатом полиандрии.
Перед тем, как начать кладку, самка несколько дней насиживает место. Известно о птице, которая провела в гнездовом ящике 8 дней, прежде чем отложила первое яйцо. Самка откладывает яйца с интервалом два дня и остаётся на кладке. Всё время, которое самка остаётся на гнезде, самец приносит ей пищу, самка покидает гнездо только один или два раза раза в начале ночи чтобы выбросить погадку и испражниться. Если самку потревожили во время кладки яиц или вскоре после этого, то она обычно покидает кладку и почти всегда перемещается в соседнюю расщелину чтобы сделать новую. Во время кладки яиц масса самок на 50 % больше, чем в остальное время. По данным из Британской Колумбии в марте средняя масса составляет 143,5 г, в апреле — 130,5 г, в мае — 113,0 г. Период инкубации составляет 27—29 дней.
У североамериканского мохноногого сыча гладкие белые яйца, с небольшим блеском или без него, овальной или яйцевидной формы. Средние размеры свежих яиц составляют 30,12 × 25,11 мм, 73 яиц из музейных коллекций — 30,61 × 24,99 мм. По архивным данным до 1947 года толщина скорлупы в среднем составляла 0,179 мм.
Обычно размер кладки составляет 5 или 6 яиц, реже — 4 или 7. В Британской Колумбии на основании 36 гнёзд средний размер кладки составил 5,67 яиц, в Айдахо на основании 14 гнёзд — 5,8, в Орегоне на основании 9 гнёзд — 5,22, В Онтарио на основании 12 кладок — 5,8. Крайне редко в кладке может быть больше 7 яиц: в 1965 году сообщалось о 9 яйцах в кладке, в 1998 году — о восьми. Размеры второй кладки меньше, чем первой, и составляют 3—4 яйца.

### Птенцы
Обычно птенцы появляются на свет с интервалом в два дня, но иногда бывает, что первый и второй птенцы вылупляются в один день. Незадолго до этого события из яиц раздаются визги. Только что вылупившиеся птенцы покрыты белым пухом, их глаза закрыты. Масса птенцов составляет 7,5 г, длина крыла — 11,4 мм, клюва — 5,43 мм. Глаза птенцов открываются на 7—10 день, а яйцевой зуб выпадает к десятому дню. К пятому дню становятся заметны линии роста перьев, а к седьмому — проклёвываются и сами перья. С этого момента и почти до самого вылета птенца из гнезда скорость роста крыла остаётся неизменной и составляет 3,9 мм в день. Первостепенные маховые перья раскрываются на 13—14 день. Длина крыла птенца в возрасте 58 дней не отличается от длины крыла взрослой птицы. С 4-го по 14-й день у птенцов происходит линейный прирост массы по 7 г в день, затем скорость прироста массы замедляется. После 28-го дня птенцы обычно теряют массу: с набранных ранее 110 г их масса опускается до 96 г.
Просящие пищу маленькие птенцы издают чирикающие звуки, состоящие из 6—8 элементов длительностью 0,75 с каждый на частоте около 2500 Гц. Со временем позывки птенцов становятся более грубыми. В возрасте 7—10 дней, после того как у птенцов открываются глаза, они начинают щёлкать клювом.
В гнезде за птенцами североамериканского мохноногого сыча ухаживает исключительно самка, которая остаётся с ними до 18-дневного возраста. В это время добычей пропитания для самки и птенцов занимается самец. Позже самка предпочитает устраиваться на насесте за пределами гнезда и также может приносить еду в гнездо. Принесённую самцом добычу самка отдаёт детям, предварительно разрывая её на части для маленьких птенцов. После того как самка покидает гнездо, более старшие птенцы могут кормить молодых принесённой самцом едой. Во время насиживания яиц самка испражняется за пределами гнезда, оставляя его в чистоте, однако после появления птенцов различные остатки пищи, фекалии и погадки могут сформировать на дне дупла слой высотой несколько сантиметров.
Птенцы покидают гнездо с интервалом 1−2 дня, но остаются рядом друг с другом и питаются пищей, добытой самцом, ещё по меньшей мере месяц, хотя они способны достаточно хорошо летать уже когда покидают гнездо, отличаясь этим от других сов, в частности, западноамериканской совки, ушастой совы (Asio otus), виргинского филина. Через 6—8 недель после вылета из гнезда птенцы становятся полностью независимыми.
На основе семи кладок, исследованных Каннингсом в 1987 году, он сделал вывод о 75-процентной вероятности успеха инкубации (из 40 яиц появилось 30 птенцов), в 56 % случае произошёл вылет птенца из гнезда, для 42 % кладок из гнезда вылетел хотя бы один птенец. В успешных кладках, то есть тех, из которых вылетает по меньшей мере один птенец, в Британской Колумбии из гнезда вылетает в среднем 3,47 птенца, на юго-западе Айдахо — 4,8 птенца, в Альберте — 5,5 птенцов. Для всех кладок, включая те, из которых не вылетело ни одного птенца, эти показатели составляют, соответственно, 2,68, 3,3 и 4,4 птенца. Неудачи на этапе инкубации часто связаны с бесплодием яиц или гибелью эмбриона, а не с нападением хищников. Птенцы часто умирали от голода, при этом об атаках птенцов друг на друга не сообщалось. Известно о смерти четырёх птенцов в одном гнезде из-за заражения кровососущими мухами Carnus hemapterus, 5—6 недельный сыч умер от заражения нематодами рода Cyathostoma. Яйца и маленьких птенцов в гнезде могут поедать красные белки (Tamiasciurus hudsonicus).
По-видимому, североамериканский мохноногий сыч способен к размножению с годовалого возраста. Известно о птице, достигшей возраста 10 лет и 4 месяцев в дикой природе. В неволе максимальная продолжительность жизни составила 16 лет.

## Систематика
Впервые вид был описан немецким учёным Иоганном Гмелином в 1788 году в 13-м издании «Системы природы». Aegolius acadicus brooksi был описан канадским орнитологом Джеймсом Флемингом по четырём самкам (трём взрослым и одной молодой), пойманным в 1915 году на острове Грейам. Гибриды между подвидами неизвестны. Марджори Бриггс (Marjorie A. Briggs) в 1954 году предлагала выделить подвид Aegolius acadicus brodkorbi, описанный по молодой птице, предположительно обнаруженной в штате Оахака. По мнению Бриггс, этот подвид может быть промежуточным звеном между североамериканским мохноногим сычом и бесполосым мохноногим сычом (Aegolius ridgwayi). Исследовательница обратила внимание, что оперение последнего схоже с ювенильным оперением североамериканского мохноногого сыча; оба вида обладают схожей вокализацией. Бриггс предложила объединить их в один вид. То же предлагали Эрнст Майр и Лестер Лерой Шорт в 1970 году. Современные учёные считают, что эти виды образуют надвид.
Международный союз орнитологов выделяет два подвида североамериканского мохноногого сыча:
- Aegolius acadicus acadicus (Gmelin, 1788) — юг Аляски, Канада, север и юго-запад США, север Мексики.
- Aegolius acadicus brooksi (Fleming, 1916) — архипелаг Хайда-Гуай.

Исследования Даны Энн Тамаширо (Dana Ann A. Tamashiro), опубликованные в 1996 году, показали низкую вариативность локусов птиц подвида A. a. brooksi и номинативного подвида из соседней долины реки Оканоган. Аналогичное исследование птиц номинативного подвида, включая тех, которые обитают в долине Оканоган, показало намного большую вариативность. Учёные связывают такие показатели с маршрутом отступления ледников на север на юго-востоке США во время последней ледниковой эпохи. Согласно этому исследованию, набор аллелей, обнаруженных у представителей популяции из южных Аппалачей, является самым обширным, а любая другая популяция североамериканского мохноногого сыча обладает набором аллелей, которые образуют лишь её подмножества. Исключение составляет один аллель, обнаруженный у популяции на полуострове Грин-Бей в штате Висконсин. Тамаширо обнаружила, что генетические отличия между основной популяцией и популяцией из южных Аппалачей и с Аллеганского плато не меньше, чем между основной популяцией и подвидом A. a. brooksi.
Североамериканский мохноногий сыч ― один из четырёх представителей рода мохноногие сычи (Aegolius). В род также включают обитающего в Центральной Америке бесполосого мохноногого сыча (Aegolius ridgwayi), южноамериканского светлолобого мохноногого сыча (Aegolius harrisii), а также мохноногого сыча (Aegolius funereus), который распространён и в западном, и в восточном полушарии. Ископаемые остатки североамериканского мохноногого сыча, возраст которых не превышает 0,5 млн лет (поздний плейстоцен), были найдены в Калифорнии, Миссури, Неваде, Нью-Мексико, Виргинии и Вайоминге. Более ранние остатки обнаружили в Аризоне.